# Vivaceta (métro de Santiago)
Vivaceta est une station de la ligne 3 du métro de Santiago au Chili, située dans la commune de Conchalí.

## Situation
La station se situe entre Cardenal Caro au nord-ouest, en direction de Los Libertadores, et Conchalí au sud-est, en direction de Fernando Castillo Velasco. Elle est établie sous l'intersection des avenues Irarrávazaval et Paisaje Vecinal.

## Histoire
La station est ouverte le 22 janvier 2019, lors de la mise en service de la ligne 3.

## Dénomination
La station est située à quelques mètres de l'avenue Fermín-Vivaceta, qui porte le nom de l'architecte et professeur Fermín Vivaceta (es). Ce dernier a notamment conçu les bâtiments de la maison centrale de l'université du Chili, le clocher de l'église de San Francisco à Santiago, les sièges de l'Alameda de Las Delicias, le marché central de Santiago, l'église des 12 apôtres de Valparaíso et le fort de Bueras. Le pictogramme de la station fait directement référence au métier d'architecte de Vivaceta et en présente les éléments caractéristiques.

## Service des voyageurs

### Accès et accueil
La station comprend un unique accès équipé d'un ascenseur.